# シャーロック (テレビドラマ)
『シャーロック アントールドストーリーズ』（SHERLOCK:UNTOLD STORIES）は、2019年10月7日から12月16日までフジテレビ系の「月9」枠で放送されたテレビドラマである。主演は本枠初主演となるディーン・フジオカ。
最終回翌週の12月23日に特別編が放送され、2022年6月17日には『バスカヴィル家の犬 シャーロック劇場版』のタイトルで映画版が公開された。

## 概要
アーサー・コナン・ドイルが執筆した『シャーロック・ホームズシリーズ』を原案とし、舞台を現代の東京に置き換えた一話完結式の連続ドラマ作品。なお、イギリスBBC放送も2010年から2017年にかけてシャーロック・ホームズの舞台を現代のロンドンに置き換えたドラマ『SHERLOCK』、及びアメリカのCBS放送も2012年から2019年にかけて舞台を現代のニューヨークとした『エレメンタリー ホームズ&ワトソン in NY』を放送しているが、これらのドラマのリメイクではない別の作品となる。
副題の「アントールドストーリーズ」とは、シャーロキアンの間で「本文中でわずかにタイトルのみ言及されながら、その詳細は明記されていない事件」（The untold stories, The untold tales）を言う。従って本シリーズは、その「タイトルだけの事件」＝「語られざる事件」をモチーフとして、脚本担当の井上由美子らが現代の日本に合わせて創造したパスティーシュであり、ドイルが執筆したシリーズ長編4本・短編56本自体を原作とする訳ではない。プロデューサーの太田大はインタビューで、「シャーロックとワトソンの関係性だけを生かして、事件はオリジナルで作るというのは何か足りないと思ったんです。そこで、脚本の井上由美子さんから出てきた案が『語られざる事件』（でした）」と語っている。
主人公のシャーロック・ホームズに相当する犯罪捜査コンサルタント「誉獅子雄（ほまれ ししお）」をディーン・フジオカ、その相棒であるジョン・H・ワトソンに相当する精神科医「若宮潤一（わかみや じゅんいち）」を岩田剛典が演じる。
キャッチコピーは「TOKYOを、解け。」。

## キャスト

### 主要人物
誉獅子雄（ほまれ ししお）
演 - ディーン・フジオカ（少年時代：山城琉飛）
フリーの犯罪捜査コンサルタント。
幼少から犯罪心理学や人間の罪について興味を示してきたことが発端となり、学生時代には不可解な事件をいくつも解決に導いた実績がある。しかし、その内面には常に危うさが潜んでおり、一歩間違えれば犯罪者に成りかねない危険性を帯びている。
警察や個々のクライアントから舞い込む依頼の中から、興味を持ったものだけを請け負う。
事務所兼住居が上の階からの水漏れに遭い、若宮のマンションに住み込むこととなる。
金融業で財産を築いた資産家・誉多鶴雄（ほまれ たつお）と愛人関係を経て後妻となった母親との間に生まれ、兄である万亀雄とは異母兄弟の関係にある。
18歳の時に多鶴雄が亡くなり、万亀雄の実母の死因が事故死ではなく自殺だと知った万亀雄に誉家を追い出された母親が病死した後、自身も姿を消し、大学に行くこともなく海外を転々とした。
5年前、香港滞在中に起こった「グロリアスコット号事件」に捜査協力したのを契機に日本に戻り、探偵業を始めた。
原作におけるシャーロック・ホームズに相当する人物。イニシャルもS.H.と共通している。
若宮潤一（わかみや じゅんいち）〈31〉
演 - 岩田剛典
十益中央病院に勤務する精神科医。
幼少から「いい子」として扱われ、常に淋しさと切なさを心に秘めたまま過ごしてきたため、とても繊細な性格の持ち主である。
ある事件がきっかけで獅子雄と会った頃はあまり良い印象を持たなかったが、彼の人たらしな態度に次第に興味を持つようになりバディとしての信頼を築いてゆく。
第1話ゲストの赤羽とは榎原医科大学時代の同級生であり、同じく不正に医師免許を取得していた。その後、医者を辞めたが家賃が払えなくなり、獅子雄の助手として働く代わりに彼と同居する破目になる。愛車はホンダ・CB400FOURで、第2話以後は獅子雄を後席に乗せて移動するのが通例となっている。
原作におけるジョン・ワトソンに相当する人物。イニシャルもJ.W.と共通している。
江藤礼二（えとう れいじ）
演 - 佐々木蔵之介
警視庁刑事部捜査一課係長で、階級は警部。
自分は優秀な刑事だと思い込んでいる節があるが、意識的に捜査を邪魔したり、サボる癖が多々あるなど決して刑事としては有能とはいえない。そのため、獅子雄には常にバカにされてしまっているが、彼を上手く乗せて事件捜査に乗り出させるお調子者であっけらかんとした性格。昇進のために獅子雄を利用しているが彼を心配する様子も見受けられることからそれなりに信頼を置いていることが窺える。
第10話終盤で、次期人事での捜査一課課長への昇進が決定する。だが、特別編ではそれ以上昇進していないことが明らかになっている。
原作におけるレストレード警部に相当する人物。
小暮クミコ（こぐれ クミコ）
演 - 山田真歩
警視庁刑事部捜査一課に所属する刑事で、階級は巡査部長。
冷静沈着な性格。上司・江藤を優秀だと思ってはいるが、彼の迷走に突っ込みを入れながら、事件解決に向けて冷静に事を進めている。感情的な部分もあり、被害者に同情する場面も見られる。獅子雄のことをあまりよく思っていないようで小言を言うこともある。
獅子雄たちからは「グレ」と呼ばれている。
第10話終盤で、次期人事での第3係係長への昇進が決定する。
原作におけるグレッグソン警部に相当する人物。
レオ
演 - ゆうたろう
謎多き情報屋。
獅子雄に拾われて以来、容疑者と思われる人物を尾行し有益な情報を提供している。獅子雄とどのような経緯で知り合ったのかは不明。主な移動手段はスケートボード。中性的な顔立ちをしておりミステリアスな存在。毎回服装も変わっていて服装にもこだわりを持っている。6話では獅子雄からカナリアを貰っておりカナリアとともに登場するシーンもある。
原作におけるベイカー街遊撃隊に相当する人物。

### ゲスト

#### 第1話
赤羽栄光（あかばね はるき）〈34〉
演 - 中尾明慶
十益中央病院に勤務する消化器内科医で若宮の同僚。
不正に医師免許を取得しており、そのことで同級生に脅され、妻にけしかけられる形で同級生を殺害した。
その後、医師免許の不正取得と同級生殺害の発覚を恐れ、精神的に追い詰められて飛び降り自殺した。
赤羽汀子（あかばね ていこ）
演 - 松本まりか
赤羽の妻。元コンパニオン。左利き。
医師免許の不正取得で同級生に脅された夫に殺害をけしかけた上、獅子雄や若宮に対しても罠を仕掛けようと目論んだ。
水野麻里（みずの まり）
演 - 松井玲奈
十益中央病院に勤務する看護師。
赤羽の遺体の第一発見者。
郡司貴生（ぐんじ たかお）
演 - 淵上泰史
医療ジャーナリスト。赤羽の転落死事件の重要なカギを握っている。
赤羽や若宮と同じく、不正に医師免許を取得しようとしたが、試験には受からなかった。その後、赤羽を「不正に医師免許を取得したことをばらす」と脅していたが、赤羽に殺害され遺体を海に遺棄された。
石井太（いしい ふとし）
演 - 木下ほうか
十益中央病院に勤務する警備員。
今井茂樹（いまい しげき）
演 - 平泉成
榎原医科大学の学長。
赤羽や若宮の医大生時代の担当教授で、過去を知る人物。
赤羽隆（あかばね たかし）
演 - 山田明郷
赤羽栄光の父。
恵洋大学医学部の元教授で、金崎警視総監と仲が良い。
赤羽雅恵（あかばね まさえ）
演 - 浅茅陽子
赤羽栄光の母。
汀子に対して冷たい態度をとる。
赤羽光（あかばね ひかり）
演 - 西冨あさ希
赤羽栄光と汀子の娘。
利き手の矯正を汀子から厳しく躾けられている。

#### 第2話
青木藍子（あおき あいこ）
演 - 菅野美穂
ダーリントン法律事務所の弁護士。
知的で冷静な雰囲気を醸し出しており、弁護が終わっても一生依頼人に寄り添うことをポリシーとしている。
その反面、封印したい過去を秘めており、不意に衝動的で感情的な側面を見せることがある。
原作におけるアイリーン・アドラーに相当する人物。
河本美沙（かわもと みさ）
演 - 岸井ゆきの
ダーリントン法律事務所の事務アルバイト。
山下とは、友人関係にある。
山下佐和子（やました さわこ）
演 - 三浦透子
以前に青木が担当した依頼人。殺人事件で死刑が確定した兄がいる。
とある時期から高橋博美（たかはし ひろみ）の偽名を使い、生活をするようになった。
佐々木守（ささき まもる）
演 - 内村遥
新宿駅で列車に轢かれて死亡した高橋博美の元交際相手。
小学校の教師で、クラス担任を受け持っている。
高橋博美（たかはし ひろみ）〈29〉
演 - 未来
青木藍子の依頼人。
不倫関係にあった男性の妻から慰謝料を請求されており、青木が交渉をしていた。
山下友章
演 - 栁俊太郎
佐和子の兄。両親を殺害して収監中。

#### 第3話
市川利枝子（いちかわ りえこ）〈38〉
演 - 伊藤歩（第11話）
警視庁刑事部捜査二課所属の刑事。帝都大学卒業。
5年前に発生した地面師詐欺事件を担当していたが、実際は地面師詐欺事件で丹波と関わっており、そのことを吉野に知られ、吉野を殺害した。
古田和人（ふるた かずひと）
演 - 岡田義徳
プレンターハウス不動産部。
5年前、大邸建設で当時担当していた物件が地面師詐欺に遭い、会社に21億円の損害を与えた。
吉野正夫（よしの まさお）〈68〉
演 - 六平直政
元遠洋漁業乗組員。
5年前に逮捕された地面師グループの一員で、刑務所を出所したばかりだったが、坂東邸で殺害された。
細川保奈美（ほそかわ ほなみ）〈73〉
演 - 山口いづみ
大邸建設の社長だった坂東家の元家政婦。
斎藤順子（さいとう じゅんこ）〈72〉
演 - 山村紅葉
古田が担当する渋谷の物件に暮らす資産家夫人で元美容師。
実は地面師グループの成り済ましで、本名は根岸久恵（ねぎし ひさえ）。
斎藤浩平（さいとう こうへい）〈35〉
演 - 猪征大
古田が担当する渋谷の物件に暮らす資産家の長男。
実は地面師グループの成り済ましで、本名は松下五郎（まつした ごろう）。
丹波（たんば）
演 - 菊池均也
不動産仲介業者・丹波倶楽部社長。
大邸建設での古田の先輩で、5年前に地面師詐欺に遭った物件と斎藤の物件を古田に仲介した。
熊沢啓介（くまざわ けいすけ）
演 -  中村公隆
司法書士。
田中（たなか）
演 - 飯田基祐
警視庁刑事部捜査二課所属の刑事で、市川の上司。
警備員
演 - みちお・布川ひろき（トム・ブラウン）
坂東邸の吉野の遺体の第一発見者。

#### 第4話
石橋卓也（いしばし たくや）
演 - 金子ノブアキ
ボクシングジム・石橋本郷スポーツジム会長。
現役引退後はトレーナーとして後進の育成に力を入れている。
鏑木（かぶらぎ）
演 - 森渉
石橋本郷スポーツジムのトレーナー。
梶山裕太（かじやま ゆうた）
演 - 矢野聖人
石橋本郷スポーツジム所属のプロボクサー。
二階級制覇を果たし、ライト級チャンピオンとして初防衛戦を控えていたが、試合当日に突然行方不明になった。
細谷優子（ほそや ゆうこ）〈没37〉
演 - 小島藤子
塾講師。元富坂高校の英語教師で、梶山の元担任。
村川の起こした公園の遊具損壊による事故で頸椎に重傷を負い、長期にわたる入院の末亡くなった。
細谷潤（ほそや じゅん）〈14〉
演 - 小林喜日
石橋本郷スポーツジム所属の中学生。
優子の息子。
細谷郁恵（ほそや いくえ）
演 - 朝加真由美
優子の母。
優子の死後、孫の潤を引き取った。
村川正輝（むらかわ まさき）〈28〉
演 - コーシロー
殴られたような多数の打撲痕があり転落死した状態で遺体が男坂で発見された。
大学時代、千都公園のアスレチック遊具のロープを面白半分で切って利用者を負傷させ、傷害と器物損壊で執行猶予付きの懲役刑を受けた。
安東弘樹
演 - 本人
梶山の世界タイトルマッチの実況。
榎並大二郎
演 - 本人（フジテレビアナウンサー）
梶山の世界タイトルマッチの控室リポーター。

#### 第5話
乾千沙子（いぬい ちさこ）
演 - 若村麻由美
貴之の母。
元セント・マーゲート病院のオペナースで結婚を機に退職。
乾貴久（いぬい たかひさ）
演 - 小市慢太郎
貴之の父。
愛人の家に出かけていると思われていたが、千沙子が貴之以外のことに無関心なため、外に部屋を借り一人の時間を過ごしていた。
乾貴之（いぬい たかゆき）
演 - 葉山奨之
松門建設設計部。
豊洲スタジアムのコンペを任されて以降、町田からパワハラを受けて追い詰められ、コンペに敗れて罵倒された日の夜から行方不明となる。
町田卓夫（まちだ たくお）
演 - 永井大
松門建設営業部主任。前国土交通大臣の衆議院議員・町田陽介の次男。
清水や貴之にパワハラをしている。
パワハラの音声データを盾に何者かに呼び出され、バットで殴られる。
清水弘人（しみず ひろと）
演 - 小澤亮太
松門建設設計部。
町田からパワハラを受けていたが、ターゲットが貴之に変わってからは自身もパワハラに加担していた。
真澄（ますみ）
演 - 若月佑美
町田の恋人。
町田の部屋を訪れ、室内が大量の血液や凶器で凄惨な状態になっているのを発見する。
ナンシー
演 - パウラ・ベルヴァンゲル

#### 第6話
宇井宗司（うい そうじ）〈42〉
演 - 和田正人（高校時代：若林時英）
東端医科大学病院の精神神経科准教授。
平田の退官後に研究および担当患者をすべて引き継いだ。現在は綾香の治療を担当している。
高遠綾香（たかとお あやか）〈17〉
演 - 吉川愛
女子高生。
塾の帰りに男性に襲われそうになったことがきっかけで、PTSDを発症し、その影響で不眠症となり治療を受けている。
ある日、20年前に殺人を犯したと告白する。
高遠美樹（たかとお みき）〈42〉
演 - 霧島れいか（高校時代：永瀬莉子）
綾香の母。旧姓・川原。陶芸家で陶芸専門のインテリアショップを都内で経営。
獅子雄が綾香を罰するために訪れたと思って憤る。
高遠一也（たかとお かずや）
演 - 二階堂智
綾香の父。ウッドマン製薬役員。
興奮気味になる妻とは対照的に、冷静な態度で獅子雄と接する。
平田初雄（ひらた はつお）〈64〉
演 - 伊藤洋三郎
東端医科大学病院の精神神経科教授。PTSD治療の権威と呼ばれていた。
心臓病が悪化し自宅で療養する為、3ヶ月前に退官した。
田島純子（たじま じゅんこ）〈当時26〉
演 - 夕帆
都内の高校で英語教師をしていた。
20年前から失踪し、家族から捜索願が出されていたが、白骨の一部と古い衣服が発見される。
ビデオテープの女〈当時21〉
演 - 堀田真由（第8話・第11話回想）
平田の遺したカウンセリング記録のビデオで「あの方（守谷壬三）に命じられて人を殺した」と告白。
記録日の1999年12月13日と患者名のイニシャルであるS.Aが記されており、後に安蘭世津子であることが判明。

#### 第7話
羽佐間虎夫（はざま とらお）
演 - 山城琉飛（二役：獅子雄の少年時代）
寅二郎の孫。寅二郎が失踪したため、獅子雄に捜索を依頼に来る。獅子雄に憧れを抱いており子供ながらに大人顔負けの推理をする。
羽佐間寅二郎（はざま とらじろう）
演 - 伊武雅刀（青年期：黄地裕樹）
虎夫の祖父。認知症でデイケアに通っているが、突然失踪する。
かつては銀次とともに1950年代に活躍した義賊「須磨寅の大鼠」だったが、1959年9月に山守組の事務所から盗んだのを最後に足を洗う。
羽佐間道枝（はざま みちえ）
演 - 今藤洋子
虎夫の母。
寺島雄平（てらしま ゆうへい）
演 - 遠山俊也
「シニアハウス江戸川の森」施設長。
長嶺加奈子（ながみね かなこ）
演 - 黒沢あすか
「シニアハウス江戸川の森」介護士。
葛西真紀（かさい まき）
演 - 有沢雪
「シニアハウス江戸川の森」介護士。
須磨銀次（すま ぎんじ）
演 - 螢雪次朗（青年期：町田達彦）
かつては寅二郎とともに1950年代に活躍した義賊「須磨寅の大鼠」だったが、山守組の事務所へ盗みに入った際、寅二郎を庇って右手親指を失ったのを機に足を洗う。

#### 第8話
安蘭世津子（あらん せつこ）〈41〉
演 - 長谷川京子（第10話・第11話回想）
「サットンビジネススクール」校長。
自分の望みを叶えることに常に貪欲。
北山彩（きたやま あや）
演 - 谷村美月
安蘭の秘書。「サットンビジネススクール」を1年前に卒業した卒業生。
安蘭のことを尊敬して止まない。
柴田雅樹（しばた まさき）〈35〉
演 - 久保田悠来
経済産業省勤務。
三崎と共に自宅のマンションで遺体で発見される。
三崎雄一（みさき ゆういち）〈32〉
演 - 佐伯大地
永田町のテーラー勤務。
柴田と共に遺体で発見される。
テーラー店主
演 - 清水綋治
三崎が勤めるテーラーの主人。
誉万亀雄（ほまれ まきお）
演 - 高橋克典（第11話）
獅子雄の異母兄。
経済産業省の官僚。獅子雄と敵対関係にあり、神経質で切れ者。
常に上から目線で獅子雄をバカにしているものの、彼の頭の良さは認めていて肉親として愛している。
25歳の時に父・多鶴雄が亡くなり、若くして事故死したと思っていた母親の死因が多鶴雄と獅子雄の実母との愛人関係による悲観に起因した自殺だったと知り、彼女を誉家から追い出した。
獅子雄から『万亀雄さん』と呼ばれることを嫌っている。
原作におけるマイクロフト・ホームズに相当する人物。イニシャルもM.H.と共通している。

#### 第9話
古賀智志（こが ともじ）
演 - 大友康平
北イタリア料理店「リストランテ・エレナ」オーナーシェフ。
新井が考案・調理し、店を有名にした看板料理・鶉のカチャトーラを、自分が考案したと言っていた。
軽度の脳梗塞の影響で呂律が回らなくなったり、味覚が鈍っていたが、店を守るために言えずにいた。
新井伸吾（あらい しんご）
演 - 郭智博
「リストランテ・エレナ」セコンド。
古賀のゴーストとなり続けることに嫌気が差して、別の店からの引き抜き話に応じ、事件当日の開店直前、古賀に退職を申し出たが、掃除用具入れの中から遺体で発見される。
加藤茂（かとう しげる）
演 - 田邊和也
「リストランテ・エレナ」ソムリエ。
若い頃にケンカで人を死なせた過去があり、働き口の見つからなかったところを古賀に雇われる。
古賀から貰ったソムリエナイフを大切に持っている。
西岡啓介（にしおか けいすけ）
演 - 伊藤祐輝
「リストランテ・エレナ」パスタイオ。
新井から借金を重ねていた。古賀に料理人として終わっていることを思い知らせようと企んだ新井にそれをネタに脅され、レシピ帳を持ち出そうとしたが加藤に制止される。
佐伯斗真（さえき とうま）
演 - 古屋呂敏
「リストランテ・エレナ」パティシエ。
新井の不在でデザート以外の調理も補助する羽目になり、店の将来に見切りをつけ、早く帰りたがっている。
不破凛子（ふわ りんこ）
演 - 島かおり
「リストランテ・エレナ」の来店客。達彦の妻。
結婚記念日で達彦と来店した。
不破達彦（ふわ たつひこ）
演 - 綾田俊樹
「リストランテ・エレナ」の来店客。工務店を経営し「リストランテ・エレナ」の施工を担当。
結婚記念日で凛子と来店した。
中原聖子（なかはら せいこ）
演 - 峯村リエ
「リストランテ・エレナ」の来店客。投資家。
新井をビジネスパートナーとして引き抜く話を進めるべく彼と待ち合わせしていた。
高津みずえ（たかつ みずえ）
演 - 遊井亮子
「リストランテ・エレナ」の来店客。雑誌『ストーク』編集者。
大石と取材で来店するが、鶉のカチャトーラがないことに不満を漏らす。
大石万作（おおいし まんさく）
演 - 升毅
「リストランテ・エレナ」の来店客。料理評論家。
みずえと取材で来店するが、料理の味に文句をつける。
木下（きのした）
演 - コージ（ブリリアン）
所轄署の刑事。

#### 第10話
鵜飼昇平（うかい しょうへい）
演 - 大鶴義丹（第11話）
東京都知事。
都知事選を3ヶ月後に控えているが、週刊誌で女性との不倫疑惑を報じられ、支持率が下がっている。
椋介の誘拐事件後、都知事を辞職した。
鵜飼椋介（うかい りょうすけ）
演 - 浦上晟周
都知事の息子。聖ルーク高校バスケットボール部に所属する3年生。
成績は優秀。低めの身長を活かし、ポイントガードとして活躍。キャプテンも務めている将来有望な選手。
何者かに誘拐され、身代金1億円を要求される。
灰田聡（はいだ さとし）
演 - 増田修一朗
聖ルーク高校バスケットボール部のコーチ。
行き過ぎた指導をしており、特に椋介への当たりがキツくなっている。
津崎洋平（つざき ようへい）〈25〉
演 - 松島庄汰
鵜飼の公設第二秘書。
鵜飼昇平の婚外子、椋介の異母兄。
竹内（たけうち）
演 - 佐久間悠
聖ルーク高校バスケットボール部に所属する3年生。
椋介とは寮の同部屋である。
田所（たどころ）
演 - 岡部たかし
鵜飼の公設第一秘書。

#### 第11話
波藤園美（はどう そのみ）
演 - かたせ梨乃
獅子雄と若宮が共同生活を送るベイカーハイツの管理人。
家賃を滞納している若宮に催促するため、部屋を訪れた際に獅子雄と出会い、何かと若宮と獅子雄に目くじらを立てる。
原作におけるハドソン夫人に相当する人物。
山下（やました）
演 - 篠井英介
警視庁副総監。
江藤礼二にあるミッションを与える。
月岡徹平（つきおか てっぺい）〈40〉
演 - 三浦誠己
刑務官。集団脱走事件が起きた東京拘置所の看守。
利枝子たちの脱走後、行方不明となっていたが、巡回中だった入谷署の警察官の威嚇射撃で足を撃たれて十益中央病院に入院する。
病院に潜入した若宮から利枝子たちの行方を聞かれ、「一日待ってほしい」と返事するが、その後カッターナイフで自殺した。
田中摩周（たなか ましゅう）〈32〉
演 - 渋谷謙人
利枝子と共に拘置所から脱走した被告の1人。明峰大学法学部卒業。
元弁護士で、オレオレ詐欺の主犯で逮捕された。
かつて父親から虐待され、手の甲にはタバコの火を押し付けられた痕が残っている。
獅子雄と若宮が事務所を訪れた直後、付近にいた男によって刺殺される。
春日ひとみ（かすが ひとみ）〈28〉
演 - 北原里英
利枝子と共に拘置所から脱走した被告の1人。東京中央大学卒業、元専門学校講師。
鵜飼の事務所に爆発物を仕込んだ花を届け、事務員を負傷させた。
守谷壬三（もりや じんぞう）〈45〉
演 - 大西信満
利枝子と共に拘置所から脱走した被告の1人。経歴は不明。
犯罪組織の首領であり、獅子雄の宿敵でもある。
アリシア号の船庫で獅子雄を待ち、「守谷です」と登場するも、「私が本当の守谷だと思っていますか？」と偽者と思わせるような事を告げた後、獅子雄の手を掴み、海に飛び込んだまま行方不明になった。
原作におけるジェームズ・モリアーティに相当する人物。イニシャルもJ.M.と共通している。

#### 特別編
11話までの被害者、加害者も出演している。
門司かれん（もじ かれん）
演 - 木南晴夏
獅子雄に裁かれた犯罪者や、獅子雄に助けられた者たちを追うフリージャーナリスト。
加害者
赤羽汀子 - 松本まりか
石橋卓也 - 金子ノブアキ
乾千沙子 - 若村麻由美
宇井宗司 - 和田正人（高校時代：若林時英）
長嶺加奈子 - 黒沢あすか
加藤茂 - 田邊和也
市川利枝子 - 伊藤歩
被害者
河本美沙 - 岸井ゆきの
細谷潤 - 小林喜日
梶山裕太 - 矢野聖人
乾貴久 - 小市慢太郎
高遠綾香 - 吉川愛
羽佐間虎夫 - 山城琉飛
古賀智志 - 大友康平
回想
赤羽栄光 - 中尾明慶
青木藍子 - 菅野美穂
村川正輝 - コーシロー
町田卓夫 - 永井大
高遠美樹 - 霧島れいか（高校時代：永瀬莉子）
新井伸吾 - 郭智博
不破凜子 - 島かおり
不破達彦 - 綾田俊樹

## スタッフ
- 原案 - アーサー・コナン・ドイル『シャーロック・ホームズシリーズ』
- 脚本 - 井上由美子、東山狭、上田恒
- 脚本協力 - 井上由美子 (7,8,10話,特別編)
- 音楽 - 菅野祐悟
- 主題歌 - DEAN FUJIOKA「Shelly」（A-Sketch）
- オープニングテーマ - DEAN FUJIOKA「Searching For The Ghost」（A-Sketch）
- プロデュース - 太田大
- 演出 - 西谷弘、野田悠介、永山耕三、阿部博行
- 制作著作 - フジテレビジョン

## 放送日程
| 話数                                                                        | 放送日   | サブタイトル         | ラテ欄                                                                             | 原作の語られざる事件                                              | 脚本                    | 演出     | 視聴率 |
| --------------------------------------------------------------------------- | -------- | -------------------- | ---------------------------------------------------------------------------------- | ----------------------------------------------------------------- | ----------------------- | -------- | ------ |
| 第1話                                                                       | 10月07日 |                      | 世界一有名なミステリーが蘇る! 天才探偵と精神科医が運命の出会い! 医師変死の謎を解け | アバネティ家の恐ろしい事件                                        | 井上由美子              | 西谷弘   | 12.8%  |
| 第2話                                                                       | 10月14日 | 替え玉遺体の女       | 新宿駅替え玉遺体の女の謎! 都会の闇に埋もれた女達                                   | ダーリントンの替え玉事件                                          | 井上由美子              | 野田悠介 | 09.3%  |
| 第3話                                                                       | 10月21日 | 地面師詐欺という闇   | 地面師詐欺という闇! 死者の伝言は3本の小枝…                                         | タンカーヴィル・クラブ醜聞事件                                    | 井上由美子              | 永山耕三 | 09.9%  |
| 第4話                                                                       | 10月28日 | チャンプの失踪       | ボクシング世界王者の失踪…空白の15分に何が?                                         | ジェイムズ・フィリモアの失踪事件                                  | 井上由美子              | 野田悠介 | 10.6%  |
| 第5話                                                                       | 11月04日 | 死体は歩いたか       | 死体が歩く夜…真相は、愛か狂気か                                                    | マーゲートの婦人事件                                              | 井上由美子              | 永山耕三 | 09.3%  |
| 第6話                                                                       | 11月11日 | 前世殺人の記憶       | 前世殺人? 古いビデオテープが語る真相                                               | カナリア調教師ウィルソンの逮捕事件                                | 井上由美子              | 野田悠介 | 08.3%  |
| 第7話                                                                       | 11月18日 | 少年シャーロック現る | 少年シャーロック現る! 祖父誘拐と開かずの金庫                                       | マチルダ・ブリッグス号事件                                        | 東山狭                  | 西谷弘   | 09.9%  |
| 第8話                                                                       | 11月25日 | 殺しの暗号           | 遺書の暗号は殺しの招待状                                                           | 赤蛭事件                                                          | 上田恒                  | 永山耕三 | 08.9%  |
| 第9話                                                                       | 12月02日 | 殺人フルコース       | 最終章へ…別れの予感! 最後の晩餐は密室殺人レストラン                                | オパールの首飾りに関する事件                                      | 井上由美子              | 野田悠介 | 09.9%  |
| 第10話                                                                      | 12月09日 | 青春の旅立ち         | 最終章 都知事長男誘拐事件! そして彼が覚醒する                                      | 政治家と燭台と鵜飼の鵜事件                                        | 東山狭                  | 阿部博行 | 08.8%  |
| 最終話                                                                      | 12月16日 | 悪について           | 最終回! 最強バディが下す決断…愛するものを守れるか? この冬最も胸を熱くするラスト    | 小船帆船アリシア号失踪事件                                        | 井上由美子              | 野田悠介 | 09.8%  |
| 平均視聴率 9.9%（視聴率はビデオリサーチ調べ、関東地区・世帯・リアルタイム） |          |                      |                                                                                    |                                                                   |                         |          |        |
| 特別編                                                                      | 放送日   | 放送日               | サブタイトル                                                                       | 原作の語られざる事件                                              | 脚本                    | 演出     | 視聴率 |
| 特別編                                                                      | 12月23日 | 12月23日             | 誉獅子雄という男                                                                   | 義理の娘殺人の罪に問われたモンパンシェ夫人の冤罪事件 偽洗濯屋事件 | 東山狭 たかせしゅうほう | 西谷弘   | 07.7%  |

## 関連商品
サウンドトラック
- 菅野祐悟　フジテレビ系ドラマ「シャーロック アントールドストーリーズ」オリジナルサウンドトラック（2019年11月27日発売、ポニーキャニオン、PCCR-00690）

Blu-ray・DVD
- シャーロック アントールドストーリーズ Blu-ray BOX（2020年5月8日発売、ポニーキャニオン、PCXC-60098）
- シャーロック アントールドストーリーズ DVD BOX（2020年5月8日発売、ポニーキャニオン、PCBC-61790）